# Vékény
Vékény é um município da Hungria, situado no condado de Baranya. Tem 9,36 km² de área e sua população em 2019 foi estimada em 131 habitantes.